# Delta Solar
Delta Solar est une œuvre d'art public réalisée par le sculpteur vénézuélien Alejandro Otero situé à l'extérieur du National Air and Space Museum à Washington.  Delta solar est destinée à rendre hommage à la technologie moderne.
Cette sculpture abstraite se compose d'acier inoxydable et de pièces en forme de «voiles» qui se déplacent dans la brise. Elles sont attachées à une grille géométrique ouverte. La sculpture repose sur une base de béton et se trouve située dans un bassin réfléchissant.
La sculpture a été inaugurée le 29 juin 1977 par Carlos Andrés Pérez, président du Venezuela. Elle fut offerte en cadeau pour célébrer le bicentenaire de la Révolution américaine. Originellement destinée à avoir lieu au printemps, l'inauguration fut reportée à cause de la température jugée trop froide pour la coulée du béton.